# Richard Newton (Karikaturist)
Richard Newton (* 19. Mai 1777 in London; † 8. Dezember 1798 in Covent Garden, London) war ein britischer Karikaturist.

## Leben und Werk
Richard Newton wurde 1777 in London geboren und starb im Alter von 21 Jahren an Typhus, welcher damals auch Gefängnisfieber genannt wurde. Mit 13 Jahren begann er damit, erste Karikaturen zu veröffentlichen. Zu seinen Lebzeiten wurden ungefähr 300 seiner Werke publiziert. William Holland, der eine Druckerei betrieb, gab die Zeichnungen von Newton heraus und überließ ihm seine Druckerei während seines (durch radikale Aktivitäten verursachten) Gefängnisaufenthaltes von 1793 bis 1794. Im Newgate-Gefängnis besuchte Newton ihn regelmäßig und zeichnete seine Mithäftlinge.
Er war ein Zeitgenosse von Thomas Rowlandson, Isaac Cruikshank and James Gillray. Newton radierte satirische Darstellungen von Königen, Politikern, habsüchtigen Kirchenmännern, Schauspielerinnen und Kurtisanen. Einige seiner frühesten Zeichnungen handelten von Georg III. Eine Serie von Anti-Sklaverei Karikaturen stammen aus seiner Feder. Seine Werke befinden sich im Besitz vom British Museum in London.

## Ausstellungen (Auswahl)
- 2012-9/2013 Wilhelm Busch Museum, Hannover
- 2011 Richard Newton – Jancar Gallery, Los Angeles, |solo
- 2011 Best Kept Secret: UCI and the Development of Contemporary Art in Southern California, 1964–1971 – Laguna Art Museum, Laguna Beach, CA
- 2009 englische Karikaturen aus dem 18. und frühen 19. Jahrhundert. Hamburger Kunsthalle[4]